# بلوميناو
بلوميناو هي مدينة برازلية في منطقة تعرف بالوادي الأروبي (Vale do ltajai)، في ولاية سانتا كاتارينا جنوب البرازيل، تم إنشاء المدينة في 2 سبتمبر (أيلول) من العام 1850، من قبل الدكتور الألماني هيرمان أتو بلوميناو (Hermann Bruno otto Blumenau) وبمساعدة 17 مهاجر ألماني.

## عن المدينة
بحسب إحصاء 2006 فإن عدد سكان المدينة يبلغ 302 ألف نسمة يعيشون في مساحة تبلغ 519 كيلومتر مربع، وتتكون التركيبة السكانية بشكل رئيسي من سكان من أصول ألمانية وإيطالية.
تعتمد المدينة في اقتصادها على إنتاج الغزل والنسيج بالإضافة إلى تقنية المعلومات.

## أعلام
- باولو روبرتو غونزاغا
- فريتز مولر
- ناثان ألان دي سوزا
- فيرا فيشر
- جان كارلو واتا
- تياغو سبليتر

## روابط خارجية
- موقع مجلس المدينة على الانترنت